# Odinita
L'odinita és un mineral de la classe dels fil·losilicats, i dins d'aquesta pertany a l'anomenat “Grup de la serpentina”. Va ser descoberta l'any 1988 a les Illes de Los, a Guinea, sent nomenada així en honor de Gilles S. Odin, mineralogista francès.
Un sinònim és la seva clau: IMA1988-015.

## Característiques químiques
Químicament és un alumini-filosilicat, amb capes alternes de caolinita, compost d'anells de 4 o 8 tetraedres, amb cations de ferro, magnesi i alumini. Estructura molecular similar a la dels altres minerals del grup de la serpentina.
L'estructura molecular mescla politips dels sistemes cristal·lins monoclínic i hexagonal.
A més dels elements de la seva fórmula, sol portar com a impureses: manganès i titani.

## Formació i jaciments
És un mineral rar que es forma en aigües marines, un component minoritari de farcit o reemplaçament d'argiles verdes amb bioclast, pellets fecals, restes de minerals en llacunes intermareals succintes en les latituds tropicals.
Probablement només estigui present en roques de menys edat que el període Quaternari, sent susceptible d'alterar-se a la intempèrie convertint-se en clorita.
Sol trobar-se associat a altres minerals com: quars, calcita, caolinita, smectita, il·lita o clorita.